# Sœurs de l'Enfant-Jésus
Ne doit pas être confondu avec Sœurs de l'Enfant Jésus - Nicolas Barré, Sœurs de l'Enfant Jésus – Providence de Rouen, Sœurs de l'Enfant-Jésus de Chauffailles, Filles de l'Enfant-Jésus, Oblates du Saint Enfant Jésus, Sœurs de Jésus Enfant, Sœurs du Pauvre Enfant Jésus ou Sœurs du Saint Enfant Jésus.
Les Sœurs de l'Enfant-Jésus sont une congrégation religieuse féminine enseignante de droit pontifical.

## Histoire
En 1665, l'abbé Tronson, sulpicien directeur du séminaire du Puy-en-Velay voyant l'ignorance religieuse de ses paroissiens, demande à Anne-Marie Martel de s'occuper de les instruire. Bientôt des compagnes se joignent à elles et forment une communauté religieuse sans vœux connue sous le nom de Demoiselles de l'instruction. Ces dernières forment ensuite des filles appelées béates pour aller seules dans les villages les plus isolés.
Armand de Béthune, évêque du Puy, reconnaît officiellement la communauté le 21 mai 1676. En 1708, les demoiselles et filles de l’Instruction fusionnent avec une petite confrérie de sœurs de l’Enfant-Jésus qui met à leur disposition une grande maison au Puy ; elles prennent alors le nom de demoiselles de l’instruction de l’Enfant-Jésus,. À la Révolution française, les sœurs sont dispersées. La congrégation est restaurée après la tourmente par Mademoiselle de Senicrose.
En 1896, Pierre-Paul Durieu, oblat de Marie-Immaculée et 1er évêque de New Westminster (aujourd'hui archidiocèse de Vancouver) demande des sœurs pour l'enseignement des Premières Nations. Quatre sœurs arrivent, sous la conduite de Mère Aimée, et s'installent à Williams Lake en Colombie-Britannique,.
En 1905, lors de la séparation de l’Église et de l’État, les sœurs n’ont plus le droit d’enseigner ni de tenir des écoles et leurs biens sont confisqués. Elles doivent partir à l’étranger, en particulier en Belgique, en Argentine, au Canada.
L'institut reçoit le décret de louange le 3 août 1896 et l'approbation définitive le 24 mars 1931. Les sœurs de la Sainte-Enfance de Jésus de Rambouillet fusionnent en 1949 avec elles puis les  sœurs du Saint-Enfant-Jésus d'Aurillac en 1952. Les nouvelles constitutions sont approuvées le 10 juin 1957.

## Coopération
Au cours du XIXe siècle de nombreuses jeunes filles viennent se former à la vie religieuse enseignante auprès des sœurs du Puy. Ce qui donne naissance à plusieurs congrégations religieuses :
En 1803, Marie Maisonobe (1776-1839) achète une maison à Aurillac et y habite avec deux compagnes, avec pour but de fonder une école. Jean-Éléonore Montanier de Belmont, évêque de Saint-Flour leur propose d’aller se former chez les sœurs du Puy. Des liens étroits se créent entre les deux maisons et de l’aide arrive du Puy. La congrégation devient autonome en 1843 sous le nom de sœurs du Saint-Enfant-Jésus d'Aurillac. Elles fusionnent avec l'Enfant-Jésus de Puy en 1952.
Les sœurs de la Sainte-Enfance de Jésus et de Marie sont fondées le 29 septembre 1836 à Manosque par l'abbé Pascal avec l'aide de quatre sœurs de l'instruction de l'Enfant-Jésus du Puy. En 1838, la communauté est transférée à Digne. La congrégation s’unit en 1969 avec les sœurs de Saint-Martin de Digne pour former les sœurs de Notre-Dame de Digne. Cette congrégation fusionne en 1993 avec les sœurs de la charité de Sainte-Jeanne-Antide-Thouret.
En 1829, Marie-Françoise-Joséphine Berger du Sablon accepte d’être institutrice à l’école fondée par l’abbé Rozet à Claveisolles. L’abbé Dufêtre, vicaire général de Tours et ami de la famille du sablon, propose à Joséphine de former des institutrices religieuses qui iraient dans les paroisses rurales. Elle prend contact avec les sœurs de l’instruction du Puy qui acceptent de former quelques institutrices. En 1846, les autorités religieuses demandent la fusion des deux congrégations mais à la suite d'un différend, Claveisolles est reconnue comme congrégation autonome en février 1858.
Les sœurs s'unissent en 1970 avec les sœurs Trinitaires de Saint-Martin-en-Haut pour former les sœurs du Monde Rural; ces dernières s'unissent aux sœurs du Prado en 2004.
En 1846, Reine Antier, sœurs de l'Enfant Jésus du Puy, fonde une communauté à Chauffailles qui devient autonome le 14 septembre 1859 sous le nom de Sœurs de l'Enfant-Jésus de Chauffailles. L'institut est reconnu de droit pontifical en 1931.

## Fusion
Deux congrégations ont fusionné avec les Sœurs de l'Enfant-Jésus du Puy.
- 1949 : sœurs de la Sainte-Enfance de Jésus de Rambouillet fondée en 1686 par Catherine Adrienne Godard de Barisseuse pour l'éducation des jeunes filles pauvres.
- 1952 : sœurs du Saint-Enfant-Jésus d'Aurillac fondée en 1843 à Aurillac.

## Activités et diffusion
Les sœurs se consacrent à l'enseignement ainsi qu'à l'aide aux familles pauvres surtout en zone rurale.
Elles sont présentes en:
- Europe : France, Belgique.
- Amérique : Argentine, Canada, Chili, Équateur.
- Afrique : Burkina Faso.
- Asie : Vietnam.

La maison-mère est à Paris.
En 2017, la congrégation comptait 140 sœurs dans 28 maisons.